# Шевчук, Сергей Владимирович
Сергей Владимирович Шевчук (укр. Сергій Володимирович Шевчук; род. 17 октября 1955, Владимир-Волынский, Волынская область) — украинский политик. Бывший народный депутат Украины. Член ВО «Батькивщина» (с 2005). Министр здравоохранения оппозиционного правительства (с марта 2010).

## Образование
С 1972 до 1978 года учился на лечебном факультете Тернопольском медицинском институте по специальности врач-лечебники. С 1993 до 1994 года учился в Институте государственного управления и самоуправления при Кабинете Министров Украины, магистр государственного управления.
Имеет 2 научных труда по наркологии, 2 публикации по вопросам самоуправления.
Владеет английским и польским языками.

## Карьера
- Сентябрь 1977 — май 1978 — санитар Тернопольской областной клинической психбольнице.
- Август 1978 — июль 1979 года — врач-интерн Луцкой областной психиатрической больницы.
- 1979—1980 — врач психиатр-нарколог поликлиники № 1 Луцкой городской больницы.
- Ноябрь 1980 — сентябрь 1982 — заведующий отделением, сентябрь 1982 — январь 1992 — главный врач Волынского областного наркологического диспансера.
- Январь 1992 — июль 1994 — главный врач Волынского объединения медико-социальной реабилитации.
- Июль 1994 — ноябрь 1995 — заместитель председателя Волынского областного совета народных депутатов.
- Ноябрь 1995 — апрель 1998 — заместитель председателя по вопросам медицины и экологии Волынской областной государственной администрации.
- 24 июля 2001 — 23 апреля 2002 — Государственный секретарь Министерства здравоохранения Украины.

Член правления Украинского научного общества невропатологов и психиатров 1986—1994). Член Наблюдательного совета Национального фонда социальной защиты матерей и детей «Украина — детям» (апрель 1999 — январь 2004).

## Личная жизнь
Украинец. Отец Владимир Прокофьевич (род. 1928) — инженер, преподаватель Владимир-Волынского техникума сельского хозяйства. Мать Мария Сергеевна (род. 1928) — врач Владимир-Волынской районной больницы. Жена Людмила Ивановна (род. 1955) — врач. Сын Виталий (род. 1978) — экономист, программист.
Увлекается туризмом.

## Политическая деятельность
Председатель Волынской областной организации, член Политсовета, член политисполкома Народно-демократической партии (с 2001 года), заместитель председателя НДП (до декабря 2004). Член УРП «Собор» (2005). Член Комитета национального спасения (ноябрь 2004 — январь 2005).
Народный депутат Верховной Рады Украины 3-го созыва с 12 мая 1998 года до 20 декабря 2001 года по выборном округу № 23 Волынской области. Появилось 84.6 %, «за» 18.9 %, 12 соперников. На время выборов: заместитель председателя Волынской областной государственной администрации, член НДП. Параллельно баллотировался от Народно-демократической партии, № 28 в списке. Член фракции Народно-демократической партии (с мая 1998 года). Председатель Комитета Верховной Рады Украины по вопросам здравоохранения, материнства и детства (июль 1998 — февраль 2000), член Комитета по вопросам законодательного обеспечения правоохранительной деятельности (с февраля 2000 года). 20 декабря 2001 года сложил депутатские полномочия.
Депутат Верховной Рады Украины 4-го созыва с 14 мая 2002 года по 25 мая 2006 года от блока «За единую Украину!», № 27 в списке. На время выборов: Государственный секретарь Министерства здравоохранения Украины, член НДП. Член фракции «Единая Украина» (май — июнь 2002), уполномоченный представитель фракции НДП (июнь 2002 — май 2004), уполномоченный представитель фракции НДП и ПППУ (май — декабрь 2004), внефракционный (15 — 23 декабря 2004 года), член фракции Народной партии Украины (декабрь 2004 — март 2005), член фракции Народной партии (1 — 4 марта 2005), член фракции «Блок Юлии Тимошенко» (с марта 2005 года). Председатель подкомитета по связям с европейскими странами Комитета по вопросам европейской интеграции (с июня 2002 года).
Депутат Верховной Рады 5-го созыва с 25 мая 2006 года до 12 июня 2007 года от «Блока Юлии Тимошенко», № 21 в списке. На время выборов: народный депутат Украины, член ВО «Батькивщина». Член фракции «Блок Юлии Тимошенко» (с мая 2006 года). Заместитель председателя Комитета по вопросам европейской интеграции (с июля 2006 года). 12 июня 2007 года досрочно прекратил свои полномочия во время массового сложения мандатов депутатами-оппозиционерами с целью проведения внеочередных выборов в Верховную раду.
Депутат Верховной Рады 6-го созыва с 23 ноября 2007 года до 12 декабря 2012 года от «Блока Юлии Тимошенко», № 21 в списке. На время выборов: временно не работал, член ВО «Батькивщина». Член фракции «Блок Юлии Тимошенко» (с ноября 2007). Заместитель председателя Комитета по вопросам европейской интеграции (декабрь 2007 — май 2010), председатель подкомитета по вопросам адаптации законодательства Украины к законодательству ЕС (январь 2008 — май 2010), председатель подкомитета по вопросам адаптации медико-санитарного законодательства Украины к законодательству Европейского Союза Комитета Верховной Рады Украины по вопросам здравоохранения (с мая 2010).

## Награды, государственные ранги
Государственный служащий 1-го ранга (с февраля 2002 года). Почётная грамота Кабинета Министров Украины (декабрь 2003 года).